# Крейг Форсайт
Крейг Форсайт (англ. Craig Forsyth; нар. 24 лютого 1989, Карноусті, Ангус Шотландія) — шотландський футболіст, лівий захисник англійського клубу «Дербі Каунті» та національної збірної Шотландії. До 2011 року виступав за шотландські клуби «Данді», «Монтроз» та «Арброт». Потім перебрався до Англії, де грав за «Вотфорд» та «Бредфорд Сіті». 

## Клубна кар'єра

### «Данді»
Вихованець клубу «Карлоджи Бойс Клаб», у 2006 році приєднався до «Данді» з Першого дивізіону шотландської футбольної ліги. 11 листопада 2006 року, у віці 17 років, дебютував за «Данді» під керівництвом Алексом Реєм, в переможному (3:2) поєдинку проти «Лівінгстона». У лютому 2008 року відправився в оренду до завершення сезону в «Монтроз» з Третього дивізіону. У складі «Монтроза» зіграв 9 матчів у чемпіонаті та 1 поєдинок у плей-оф. Наступного сезону відправився в оренду до «Арброта». За нову команду відзначився дебютним голом 28 березня 2009 року в нічийному (1:1) поєдинку проти «Бріхін Сіті». Відзначився 2-а голами за «Арброт» у 26-и матчах чемпіонату, Крейг повернувся до першої команди «Данді», яку тренував Джокі Скотт. Дебютним голом у футболці «Данді» відзначився в переможному (3:2) поєдинку проти Кубку шотландської ліги проти «Абердина», загалом же відзначився 5-а голами в сезоні 2009/10 років, в тому числі й переможним у фіналу Кубку виклику проти «Інвернесс Каледоніан Тісл». Наступного сезону допоміг «Данді» фінішувати на 6-у місці Першого дивізіону, незважаючи на те, що клуб набрав 25 очок через вступ тимчасової адміністрації. Форсайт зіграв у чемпіонаті в 33-х матчах, в яких відзначився 8-а голами, в тому числі й 30 квітня 2011 року в переможному (3:2) матчі проти «Партік Тісл».

### «Вотфорд»
У червні 2011 року приєднався до «Вотфорда» за невідому плату, з яким шотландець підписав 3-річний контракт. Дебютним голом за нову команду відзначився в першому турі Чемпіоншипу проти «Бернлі».

#### Оренда в «Бредфорд Сіті»
19 жовтня 2012 року Форсайт відправився в 2-місячну оренду до «Бредфорд Сіті». У новій команді дебютував вже наступного дня, в переможному (3:1) домашньому поєдинку проти «Челтнем Таун». Першим голом у складі «Бредфорд Сіті» відзначився 4 грудня в переможному (2:0) поєдинку Трофею Футбольної ліги проти «Порт Вейл».

#### Оренда в «Дербі Каунті»
4 березня 2013 року Крейг відправився в оренду до «Дербі Каунті», але перш ніж зіграти вже наступного дня в поєдинку проти «Кардіфф Сіті», отримавши дозвіл від Футбольної ліги Англії. Форсайт вийшов на поле в стартовому складі нічийного (1:1) поєдинку проти «Кардіфф Сіті», а на 71-й хвилині шотландця замінили. 16 березня 2013 року, в своєму третьому матчі за «Дербі», в поєдинку проти «Лестер Сіті» вимушено вийшов на поле на позиції лівого захисника, допоміг результативною передачею на партнера по команді, Крісу Мартіну, встановити раїунок 2:1 на користь «Каунті». 29 квітня 2013 року «Вотфорд» вирішив достроково повернути Крейга з оренди, за один тур до завершення регулярної частини сезону. За період виступів в оренді в «Дербі Каунті» зіграв 10 матчів.

### «Дербі Каунті»
1 липня 2013 року Форсайт підписав 3-річний контракт з «Дербі Каунті», за шотландця «Вотфорд» отримав 150 000 фунтів стерлінгів. У сезоні 2013/14 років переходив як основний лівий захисник для «Дербі», проте Клуф заявив, що в разі травм та дискваліфікацій Крейг зможе зіграти й на позиції центрального захисника. Вперше у стартовому складі нового клубу вийшов нф футбольне поле в поєдинку проти «Блекберн Роверз».
27 червня 2014 року Форсайт продовжив угоду з «Дербі Каунті», коли підписав новий 4-річний контракт, за яким повинен був виступати в команді до завершення сезону 2017/18 років. У листопаді 2015 року отримав травму хрестоподібних зв'язок коліна, через яку не зміг грати протягом 9-и місяців. 22 серпня 2016 року отримав ще одну важку травму.

## Статистика виступів

### Клубна
Станом на 10 листопада 2018
| Клуб                     | Сезон                    | Ліга                      | Ліга  | Ліга | Кубок ФА | Кубок ФА | Кубок ліги | Кубок ліги | Інші  | Інші | Загалом | Загалом |
| Клуб                     | Сезон                    | Дивізіон                  | Матчі | Голи | Матчі    | Голи     | Матчі      | Голи       | Матчі | Голи | Матчі   | Голи    |
| ------------------------ | ------------------------ | ------------------------- | ----- | ---- | -------- | -------- | ---------- | ---------- | ----- | ---- | ------- | ------- |
| «Данді»                  | 2006–07                  | Перший дивізіон Шотландії | 1     | 0    | 0        | 0        | 0          | 0          | 0     | 0    | 1       | 0       |
| «Данді»                  | 2007–08                  | Перший дивізіон Шотландії | 0     | 0    | 0        | 0        | 0          | 0          | 1     | 0    | 1       | 0       |
| «Данді»                  | 2008–09                  | Перший дивізіон Шотландії | 1     | 0    | 0        | 0        | 0          | 0          | 0     | 0    | 1       | 0       |
| «Данді»                  | 2009–10                  | Перший дивізіон Шотландії | 24    | 2    | 2        | 1        | 3          | 1          | 2     | 1    | 31      | 5       |
| «Данді»                  | 2010–11                  | Перший дивізіон Шотландії | 33    | 8    | 1        | 0        | 1          | 0          | 0     | 0    | 35      | 8       |
| «Монтроз» (оренда)       | 2007–08                  | Третій дивізіон Шотландії | 9     | 0    | 0        | 0        | 0          | 0          | 1     | 0    | 10      | 0       |
| Усього за «Данді»        | Усього за «Данді»        | Усього за «Данді»         | 59    | 10   | 3        | 1        | 4          | 1          | 3     | 1    | 69      | 13      |
| «Вотфорд»                | 2011–12                  | Чемпіоншип                | 20    | 3    | 1        | 2        | 1          | 0          | 0     | 0    | 22      | 5       |
| «Вотфорд»                | 2012–13                  | Чемпіоншип                | 2     | 0    | 0        | 0        | 2          | 0          | 0     | 0    | 4       | 0       |
| «Бредфорд Сіті» (оренда) | 2012–13                  | Друга ліга                | 7     | 0    | 0        | 0        | 0          | 0          | 1     | 1    | 8       | 1       |
| Усього за «Вотфорд»      | Усього за «Вотфорд»      | Усього за «Вотфорд»       | 22    | 3    | 1        | 2        | 3          | 0          | 0     | 0    | 26      | 5       |
| «Дербі Каунті» (оренда)  | 2012–13                  | Чемпіоншип                | 10    | 0    | 0        | 0        | 0          | 0          | 0     | 0    | 10      | 0       |
| «Дербі Каунті»           | 2013–14                  | Чемпіоншип                | 46    | 2    | 1        | 0        | 3          | 0          | 3     | 0    | 53      | 2       |
| «Дербі Каунті»           | 2014–15                  | Чемпіоншип                | 44    | 1    | 2        | 0        | 5          | 0          | 0     | 0    | 51      | 1       |
| «Дербі Каунті»           | 2015–16                  | Чемпіоншип                | 12    | 0    | 0        | 0        | 1          | 0          | 0     | 0    | 13      | 0       |
| «Дербі Каунті»           | 2016–17                  | Чемпіоншип                | 3     | 0    | 0        | 0        | 1          | 0          | 0     | 0    | 4       | 0       |
| «Дербі Каунті»           | 2017–18                  | Чемпіоншип                | 31    | 0    | 0        | 2        | 0          | 2          | 0     | 35   | 0       |         |
| «Дербі Каунті»           | 2018–19                  | Чемпіоншип                | 13    | 0    | 0        | 2        | 0          | 0          | 0     | 15   | 0       |         |
| Усього за «Дербі Каунті» | Усього за «Дербі Каунті» | Усього за «Дербі Каунті»  | 159   | 3    | 3        | 0        | 12         | 0          | 5     | 0    | 165     | 3       |
| Усього за кар'єру        | Усього за кар'єру        | Усього за кар'єру         | 245   | 15   | 7        | 3        | 22         | 1          | 7     | 2    | 260     | 21      |

## Досягнення
- Шотландський кубок виклику
  -  Володар (1): 2009